# Ratni zločini u glinskom zatvoru
Ratni zločini u glinskom zatvoru, ratni zločini koji su počinili pobunjeni Srbi u glinskom zatvoru u razdoblju od 26. lipnja 1991. do 31. ožujka 1992.

## Zločin
U navedenom razdoblju u glinskom zatvoru zatočeno je jedanaest civila te šesta ratnih zarobljenika, pripadnika Zbora narodne garde. Zatočenici su bili izloženi svakodnevnim mučenjima, premlaćivanjima po svim dijelovima tijela i ispitivanjima od strane veće skupine srpskih vojnika i čuvara. Od posljedica mučenja, teške teške ozljede pretrpjeli su Stjepan Milošić, Joso Mlađenović, Ivo Kocmanić, Pavao Štajduhar, Stjepan Benković, Branko Žilić, Vojislav Skendžić, Ivica Pereković, Željko Ponižić, Josip Čačić, Željko Grbić, Đuro Kovačević i Boris Prišek dok su preminuli Ivo Palajić, Stjepan Šmisl i Ivo Gregurić.

## Suđenje
26. studenog 1992. Okružno javno tužilaštvo Sisak podignulo je optužnicu protiv upravitelja zatvora Đure Birača te jedanaest drugih optuženika. 22. siječnja 1993. sud je donio presudu kojom su svi optuženi u odsutnosti osuđeni na jedinstvenu kaznu zatvora od 20 godina. 6. veljače 2009. Županijsko državno odvjetništvo u Sisku podnijelo je zahtjev za obnovu postupka protiv svih osuđenih osim prvoosuđenog Đure Birača. U ponovljenom postupku tužitelj je odustao od optužbe te su ranije osuđujće presude poništene.